# San Cristóbal Tepatlaxco
San Cristóbal Tepatlaxco är en ort i Mexiko.   Den ligger i kommunen San Martín Texmelucan och delstaten Puebla, i den sydöstra delen av landet, 70 km öster om huvudstaden Mexico City. San Cristóbal Tepatlaxco ligger 2 263 meter över havet och antalet invånare är 112.
Terrängen runt San Cristóbal Tepatlaxco är platt söderut, men norrut är den kuperad. Runt San Cristóbal Tepatlaxco är det tätbefolkat, med 591 invånare per kvadratkilometer. Närmaste större samhälle är San Martin Texmelucan de Labastida, 1,5 km söder om San Cristóbal Tepatlaxco. Omgivningarna runt San Cristóbal Tepatlaxco är en mosaik av jordbruksmark och naturlig växtlighet.